# Izba Pamięci Jerzego Pertka w Poznaniu
Izba Pamięci Jerzego Pertka – muzeum biograficzne poświęcone maryniście Jerzemu Pertkowi, zlokalizowane dawniej w Poznaniu, przy ul. Zakręt 12 na Ostrorogu na terenie jednostki pomocniczej Osiedle Stary Grunwald.                                    

## Charakterystyka
Powstała w 1992 z darów zgromadzonych i ofiarowanych przez rodzinę pisarza (notatki, księgozbiór i prasa marynistyczna). Mieściła się w mieszkaniu, w którym pisarz spędził kilka ostatnich lat swojego życia. Była placówką Biblioteki Raczyńskich. Przestała działać w 2004 roku po śmierci Heleny Pertek, żony pisarza.